# Municipio de Nuevo Laredo
El municipio de Nuevo Laredo es uno de los cuarenta y tres municipios en los que se divide el estado mexicano de Tamaulipas. Limita al norte y este con el Condado de Webb (Texas, EE.UU) al oeste con el municipio de Anáhuac, Nuevo León y al sur con el municipio de Guerrero.

## Geografía
El municipio está integrado por 80 localidades, de las cuales las más importantes son: Nuevo Laredo que es la cabecera municipal, La Concordia y La Sandía. Es una importante frontera mexicana con Estados Unidos de América. 
El municipio forma parte de lo que se denomina como Provincia de las Grandes Llanuras de Norteamérica, cuyas principal característica es la presencia de amplias llanuras interrumpidas por plomeros bajos dispersos de pendientes suaves y constituidos en forma dominante por material conglomerante. El municipio presenta un relieve sesquiplano y no registra alturas ni depresiones de importancia. La altura en el municipio va desde los 11 metros sobre el nivel del mar en la localidad de Las Malvinas, hasta los 256 m s. n. m. en la localidad La Esperanza. El municipio tiene una superficie de 1,334.02 km².

### Clima
El clima del Municipio de Nuevo Laredo se caracteriza por ser el más seco y extremoso del estado de Tamaulipas, con grandes oscilaciones en la temperatura que varía desde los -5 °C en invierno, hasta los 46 °C en verano. La precipitación pluvial media anual es de 472.5 mm³. El viento predominante proviene del sur.

### Hidrografía
El Municipio cuenta con un sistema hidrográfico donde el principal río es el Río Bravo, el cual nace en Estados Unidos de América y sirve de límite entre México y aquel país desde 1848.
- Este Río tan importante para el municipio y el estado de Tamaulipas, fue descubierto en el año de 1598 por el español Juan de Oñate, el lo llamó Río Bravo debido a su fuerte avenida y el estruendo de la misma.

## Localidades y poblaciones del municipio

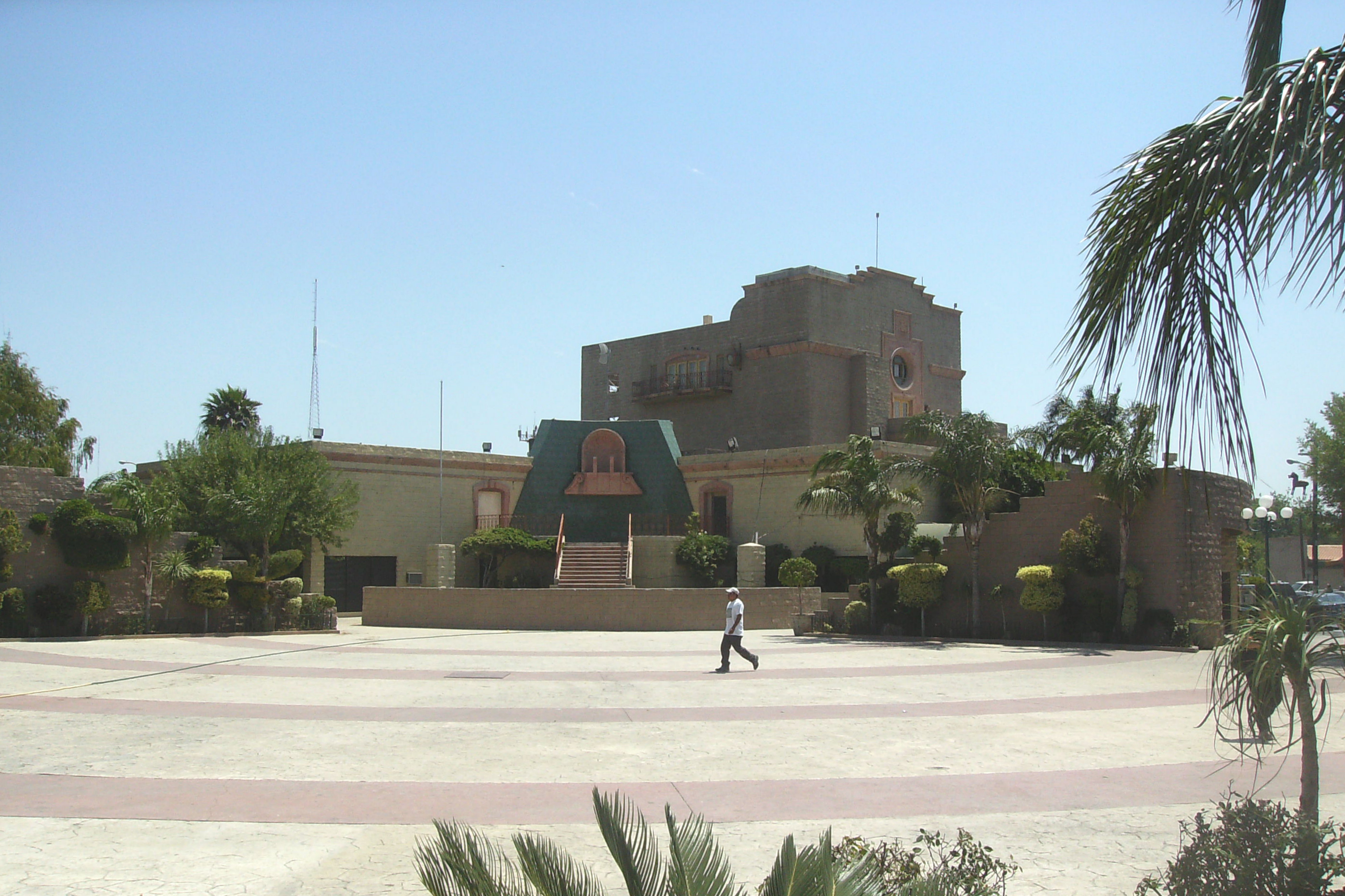
Explanada Esteban Baca Calderon.

| - Nuevo Laredo: 373 725 - El Campanario y Oradel: 4538 - Bruno Álvarez Valdez: 1257 - Nuevo Progreso (El Progreso): 393 - América: 263 - América II: 253 - Los Artistas: 175 - Miguel Alemán (El Carrizo): 165 - La Cruz: 100 - Morelos (El Estero): 77 - El Bayito: 30 - La Esperanza: 23 - San Francisco: 18 - Santo Domingo (Altos Amarillos): 13 - El Llano: 10 - El Veintidós (Tanlajas Uno): 9 - Chore: 8 - Los Ciruelos: 7 - El Francés: 6 - El Michoacano: 6 - San Fernando: 6 | - Santa Emilia: 6 - El Charro: 5 - La Pendencia: 5 - Los Toritos: 5 - San Isidro (San Francisco): 5 - Grúas Mora: 4 - La Rosita: 4 - Los Tres Potrillos: 4 - Dos Herraduras: 3 - La Cruz: 3 - Las Malvinas: 3 - Los Garza: 3 - Los Ramos: 3 - Palo Blanco: 3 - Ampliación Miguel Alemán: 4 - Candelaria: 2 - Don Lupe: 2 - El Ebanito: 2 - Estación Cuarentenaria: 2 - General Francisco Villa: 2 - La Herradura: 2 - La Maceta: 2 | - Los Papalotes: 2 - Palo Blanco (Gerónimo Zamora): 2 - Rogelio Cárdenas (La Molienda): 2 - Buenavista: 1 - Casa Blanca: 1 - Club Cinegético: 1 - El Chaparral: 9 - El Estero: 1 - El Perro: 1 - El Refugio: 1 - La Copa: 1 - Lazaderos: 1 - Lopeño: 1 - Los Ramírez: 1 - San Agustín: 1 - San Antonio: 1 - San Vicente: 1 - Santa Anita: 1 - San Jeben: 1 - Unión: 1 - Localidades de una vivienda: 121 - Localidades de dos viviendas: 26 |

Población Total del Municipio: 355.827

## Política

### Presidentes municipales
| Presidentes Municipales Recientes    |         |           |
| Presidente Municipal                 | Partido | Período   |
| Ernesto Ferrara Ferrara              |         | 1963-1965 |
| Ruperto Villarreal Montemayor        |         | 1966-1968 |
| Francisco Garza Gutiérrez            |         | 1969-1971 |
| Abdon Rodríguez Sánchez              |         | 1972-1974 |
| Carlos Cantú Rosas                   |         | 1975-1977 |
| Héctor Canales Escamilla             |         | 1978-1980 |
| Jesús Cárdenas Duarte                |         | 1981-1983 |
| Ricardo de Hoyos Arizpe              |         | 1984-1986 |
| Heberto Villarreal García            |         | 1987-1989 |
| Arturo Cortés Villada                |         | 1990-1992 |
| Horacio E. Garza Garza               |         | 1993-1995 |
| Antonia Mónica García V.             |         | 1996-1998 |
| Horacio E. Garza Garza               |         | 1999-2001 |
| José Manuel Suárez López             |         | 2002-2004 |
| Daniel Peña Treviño                  |         | 2005-2007 |
| Ramón Garza Barrios                  |         | 2007-2010 |
| Benjamín Galván Gómez                |         | 2011-2013 |
| Carlos Enrique Canturosas Villarreal |         | 2013-2016 |
| Óscar Enrique Rivas                  |         | 2016-2018 |
| Rafael Pedraza Domínguez             |         | 2018      |
| Óscar Enrique Rivas                  |         | 2019-2021 |
| Arturo Sanmiguel                     |         | 2021      |
| Carmen Lilia Canturosas Villarreal   |         | 2021-2024 |